# 维尔斯多夫
维尔斯多夫是德国莱茵兰-普法尔茨州的一个市镇。总面积4.06平方公里，总人口255人，其中男性138人，女性117人（2011年12月31日），人口密度63人/平方公里。